# Víctor Gutiérrez
Víctor Gutiérrez Santiago (* 6. März 1991 in Madrid) ist ein spanischer Wasserballspieler.

## Leben
Gutiérrez begann seine sportliche Karriere beim Club de Natación La Latina in Madrid. Er war von 2009 bis 2019 Mitglied des Sportvereins Real Canoe de Madrid. Seit 2019 ist er Mitglied des Sportvereins Club Natació Terrassa. Er begann ein Studium an der Universität Rey Juan Carlos. 2013 wurde er Vizemeister bei der Copa del Rey. Ihm gelang der Gewinn der Europäischen Vizemeisterschaft unter 18 Jahren, der Gewinn der Vizeweltmeisterschaft unter 20 Jahren und der Gewinn der Vizemeisterschaft bei der Copa del Rey und Supercopa de España im Jahre 2013. 2016 outete sich Gutiérrez als homosexuell.
Gutiérrez war bei der Weltmeisterschaft 2017 Mitglied der Spanischen Wasserballnationalmannschaft der Männer, die den neunten Platz belegte.